# Matthías Guðmundsson
Matthías Guðmundsson (ur. 1 sierpnia 1980) – islandzki piłkarz, od lipca 2009 roku piłkarz klubu Valur Reykjavík. Wcześniej grał Hafnarfjarðar i Valurze Reykjavík.